# سینهوی
سینهوی (به لاتین: Sihui) یک county-level city در جمهوری خلق چین است که در ژاوکینگ واقع شده‌است.

## خصوصیات
سینهوی ۱٬۲۵۸ کیلومترمربع مساحت و ۵۴۲٬۸۷۳ نفر جمعیت دارد.